# Jean Piaget
Jean Piaget (pronunție în franceză [ʒɑ̃ pjaʒɛ], pronunțat [jã pĭaje], n. 9 august 1896, Neuchâtel, cantonul Neuchâtel, Elveția – d. 16 septembrie 1980, Geneva, Geneva, Elveția) a fost un psiholog, biolog, logician și filozof elvețian, cunoscut pentru contribuțiile sale din domeniul epistemologiei și psihologiei dezvoltării.

## Date biografice
Născut la Neuchâtel (Elveția), ca cel mai mare copil a lui Arthur Piaget, profesor de literatură medievală la Universitate și Rebecca Jackson. La vârsta de 11 ani, când era elev la școala latină de la Neuchâtel, a scris o scurtă notă despre o vrabie albinoasă. Această scurtă notă este considerată ca începutul unei strălucite cariere științifice, constând în peste șaizeci de cărți și câteva sute de articole. 
Interesul său pentru moluște s-a amplificat în timpul adolescenței târzii, până la punctul în care, la terminarea școlii, a devenit un malacolog bine cunoscut. A publicat numeroase articole în acest domeniu, care a continuat să-l intereseze de-a lungul întregii vieți.
După absolvirea școlii, a studiat științele naturale la Universitatea din Neuchâtel. În timpul acestei perioade, a publicat două eseuri filosofice pe care le-a considerat drept „lucrări de adolescență” dar care au fost importante pentru orientarea generală a modului său de gândire.
După un semestru petrecut la Universitatea din Zürich unde a arătat un deosebit interes pentru psihanaliză, a părăsit Elveția pentru a pleca în Franța. Și-a petrecut un an lucrând la Ecole de la rue de la Grange-aux-Belles o instituție pentru băieți, creată de Alfred Binet și condusă de De Simon care, împreună cu Binet a desăvârșit un test de inteligență. Acolo Piaget a standardizat testul de inteligență a lui Burt și a făcut primele studii experimentale asupra dezvoltării inteligenței.
În 1921, a devenit director de studii la institutul J. Rousseau din Geneva la cererea lui Sir Ed. Claparéde și a lui P. Bovet.
În 1923 s-a căsătorit cu Valentine Châtenay. Cuplul a avut trei copii, Jacqueline, Lucienne și Laurent, a căror dezvoltare intelectuală a fost studiată de Piaget din fragedă copilărie până când au început să vorbească.
Succesiv sau simultan, Piaget a ocupat câteva posturi: psihologie, sociologie și istoria științelor la Neuchâtel din 1925 până în 1929; istoria gândirii științifice la Geneva din 1929 până în 1939; Biroul Internațional de Educație din 1949 până în 1967; psihologie și sociologie la Lausanne din 1938 până în 1951; sociologie la Geneva din 1939 până în 1952, apoi psihologie genetică și experimentală din 1940 până în 1971. În 1955, a creat și a condus până la moarte Centrul Internațional de Epistemologie Genetică.
Într-o perioadă de șase decenii, Jean Piaget a desfășurat un program de cercetări naturaliste, care a afectat profund înțelegerea noastră asupra dezvoltării copilului. Piaget și-a denumit lucrarea teoretică generală de bază "epistemologie genetică" pentru că a fost în primul rând interesat de cum se dezvoltă cunoașterea în organismul uman.
Conceptul de structură cognoscibilă stă la baza teoriei sale. Structurile cognoscibile sunt modele fizice sau mentale de acțiuni care subliniază acte specifice de inteligență și corespund unor stadii ale dezvoltării copilului. Conform teoriei lui Piaget, există patru stadii de dezvoltare: senzorio-motor, preoperator, operații concrete și operații formale. În stadiul senzi-motor (0-2 ani), inteligența ia forma acțiunilor motoare. În perioada de preoperații (3-7 ani), inteligența este intuitivă. În timpul stadiului de operații concrete (8-11 ani), structura cognoscibilă este logică, dar depinde de referințe concrete. În stadiul final de operații formale (12-15 ani), gândirea implică noțiuni abstracte.
În timp ce stadiile cunoașterii identificate de Piaget sunt asociate cu diferențele caracteristice vârstei, ele variază de la individ la individ. Ba mai mult, fiecare stadiu are mai multe forme structurale distincte.
Piaget a fost un scriitor prolific și a publicat cărți ca Biologia și cunoașterea, Concepția copilului asupra lumii, Limbajul și gândirea copilului, Epistemologie genetică.
Opera lui Piaget constituie o sursă de inspirație în domenii ca psihologie, sociologie, educație, epistemologie, economie și drept. El a fost răsplătit cu numeroase premii în toată lumea.